# 佐束村
佐束村（さづかむら、英語: Sazuka Village）は、日本にかつて存在した村である。静岡県小笠郡に属した。

## 概要
明治政府が推進した明治の大合併にともない、1889年（明治22年）に静岡県城東郡にて高瀬村、小貫村、中方村の3村が合併し、佐束村が設置された。のちに城東郡が佐野郡と合併して小笠郡が新設され、佐束村も小笠郡に属することになった。それから50年ほどは村の領域に変化はなかったが、太平洋戦争さなかの1943年（昭和18年）4月1日に小笠郡岩滑村と合併し、新制佐束村が設置された。戦後の昭和の大合併にともない、1955年（昭和30年）1月1日に佐束村は小笠郡土方村と合併し、城東村が新設された。

## 地理

### 地勢
静岡県の西に位置していた。北に佐束山が位置し、佐束川が南北に縦断していた。全域が現在の静岡県掛川市に含まれる。岩滑村と合併する前の旧佐束村だけで6.00平方キロメートルに達しており、これに1.73平方キロメートルの岩滑村が加わったため、最終的な村域は単純計算で7.73平方キロメートルに及ぶ。
佐束山からの眺めがよく、かつては桜の名所としても知られていた。1934年（昭和9年）に発行された『新撰鄕土史体系』には「佐束山は高天神山と共に眺望最も良く、櫻數千本春陽に笑ひ」と描写されている。また、かつては村内に大きなボダイジュが一本生えており「菩堤樹根廻り數尋にして、東海道一、否全國中一二の名木ならん」と謳われていた。
- 山：佐束山
- 河川：佐束川、小貫川
- 湖沼：貝ヶ沢奥池、貝ヶ沢口池、尾沢池、近江ヶ谷池

### 隣接していた自治体
- 静岡県
  - 掛川市
  - 小笠郡
    - 菊川町
    - 小笠町
    - 土方村
    - 中村

### 地名

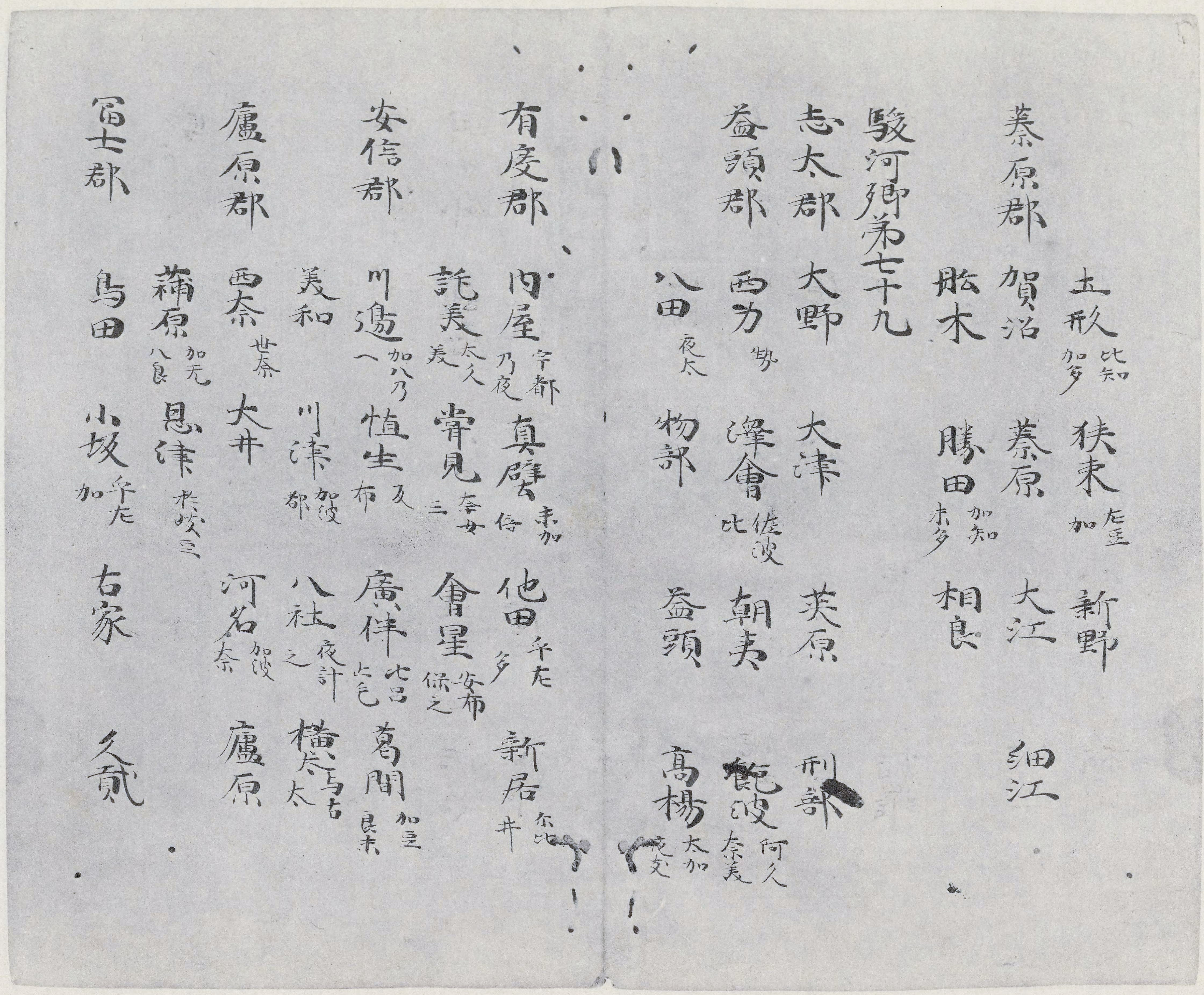
平安時代の『倭名類聚抄』の影印。遠江国城飼郡の郷の一つとして「狭束」と記載されており、和訓は「㔫豆加」となっている

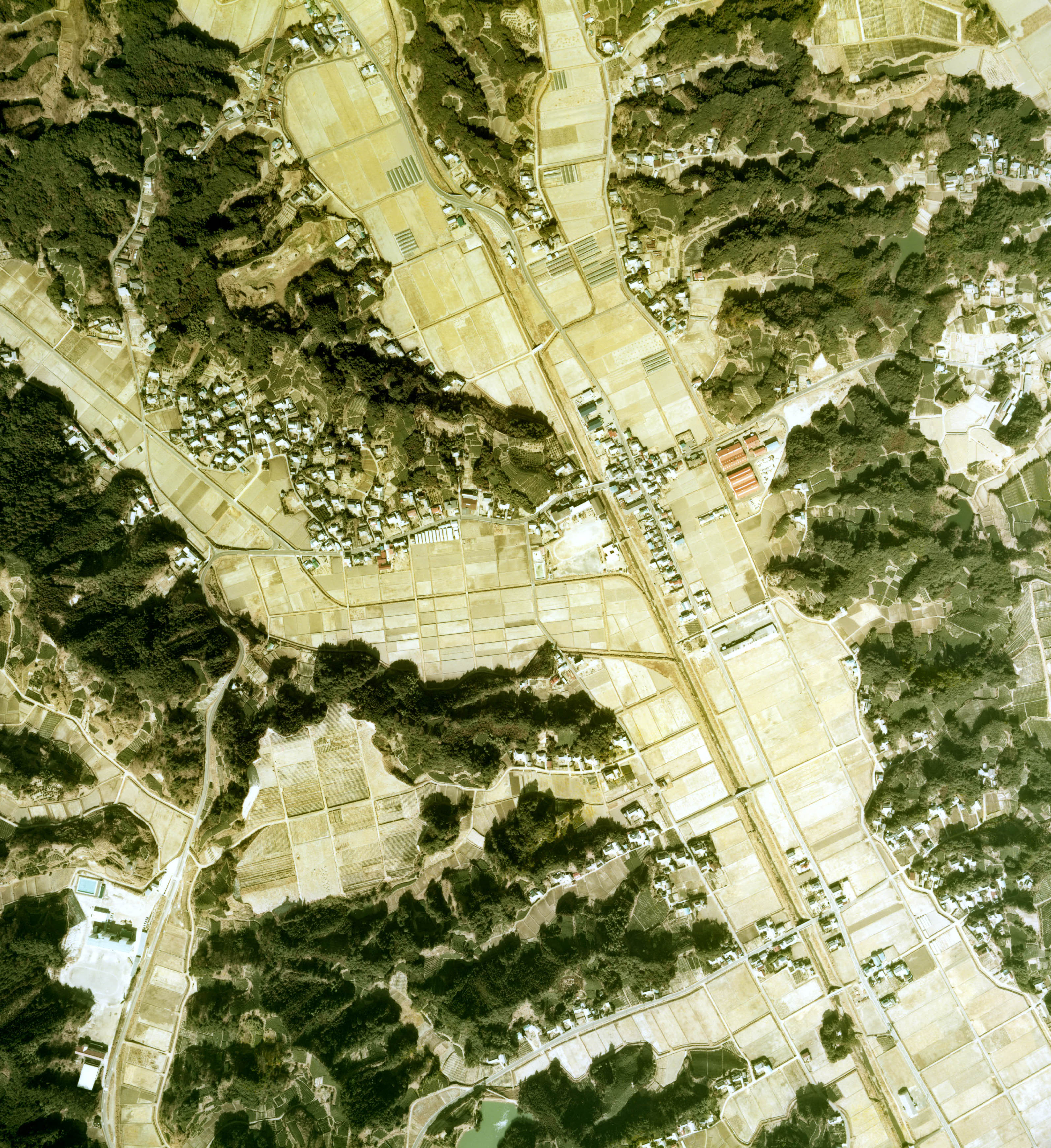
大東町上佐束区、下佐束区の航空写真（1975年）。

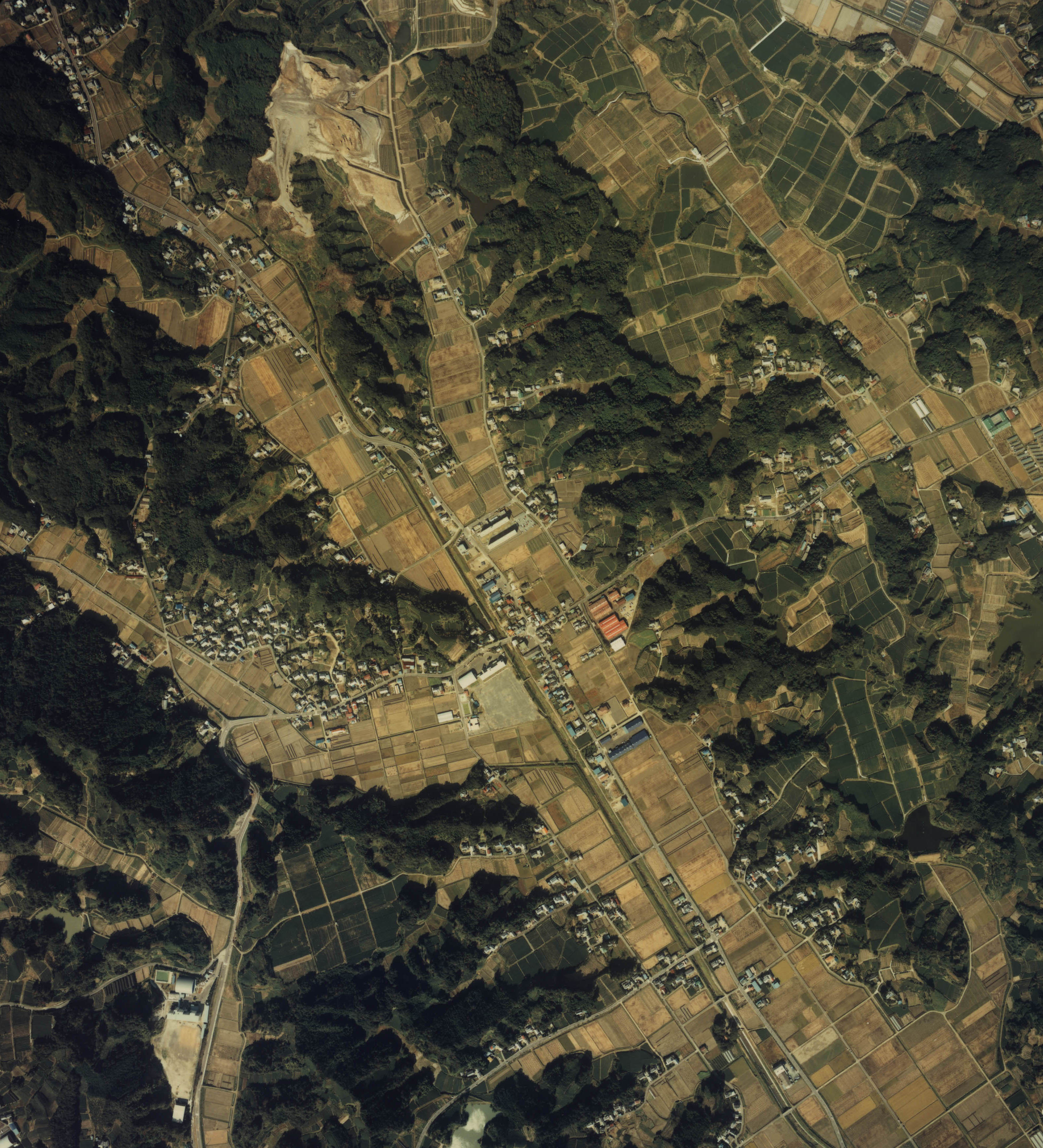
大東町上佐束区、下佐束区の航空写真（1983年）。

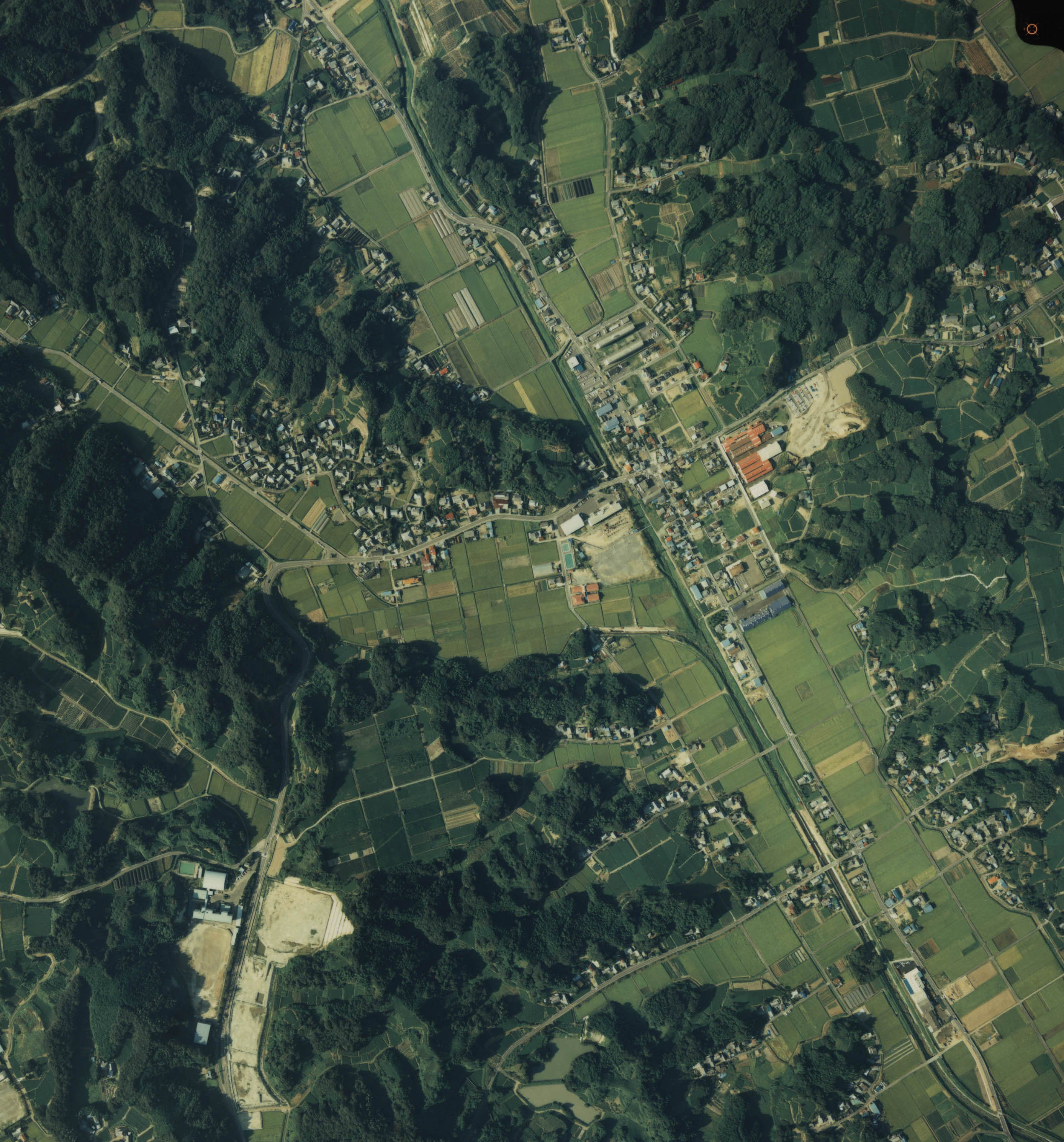
大東町上佐束区、下佐束区の航空写真（1988年）。

#### 村の名称

##### 由来
村名の「佐束」は、かつて存在した「狭束郷」に由来する。奈良時代の文献に「狭束郷」の使用例が見られ、それによれば遠江国城飼郡に属していた11の郷の一つとされていた。「佐束」および「狭束」のいずれの表記も「谷間の流水を集め束ねて流す」という意が込められているとされ、高瀬や小貫の佐谷から流れ出た渓流が、中方で束ねられていく様を表している。

##### 現在の使用状況
2005年（平成17年）の掛川市新設にともない、旧佐束村の領域は全て掛川市に含まれている。掛川市の住所表記では「佐束」の語は用いられていないが、現在でも「佐束」といえば旧佐束村一帯を指す語として使用されている。佐束山、佐束川などの地名や、掛川市立佐束小学校、掛川市立佐束幼稚園などの公共施設の名称としても、そのまま残っている。また、薬局など店舗の名称として使用されたり、「佐束」の名を冠した菓子も発売されたりと、民生用に使用されることも多い。

##### 派生語
佐束紙
紙にはさまざまな種類があるが、和紙の一種として「佐束紙」と呼ばれる紙がある。『広辞苑』には「遠江国狭束郷（現、静岡県小笠郡大東町）原産の楮紙。帳簿用とする」と記述されており、この言葉の由来は狭束郷にあると記されている。また、同書には見出し語として「さづか‐がみ【佐束紙】」と表記されている。これにより、「佐束」の読み仮名が「さずか」ではなく「さづか」であることがわかる。

#### 村内の地名

##### 地名の変遷
城東郡佐束村〜小笠郡佐束村〜小笠郡城東村時代
明治の大合併は、小学校を運営できる規模を基本に行われ、江戸以来のまとまりであった高瀬村、小貫村、中方村は、合併して佐束村となり、それぞれ村下の「区」となった。のちに岩滑村と新設合併し、新たに佐束村が設置された際は、高瀬、小貫、中方と並び、岩滑村も佐束村の区となった。土方村と新設合併し城東村が設置された際も、この4区はそのまま維持されたが、住所表記からは「佐束村」の名称は消えることになった。その後、城東村は中村を編入するが、そのときもこの区の体制に変化はなかった。
小笠郡大東町時代
城東村が大浜町と合併し大東町が設置されると、町により「行政区」制度が導入された、この制度下では大東町内にもともと40あった自治区(江戸時代の「村」以来の自治組織の単位で、概ね大字の範囲の区域)を15に統合再編した。佐束では高瀬区と小貫区を上佐束区、中方区と岩滑区を下佐束区とした。またこの制度下では、従来の高瀬、小貫、中方、岩滑の自治区を、それぞれ上佐束区、下佐束区の小区として位置づけた。これにより、旧佐束村の範囲は小学校区としてのみ位置づけられることとなった。その後、大東町時代では2行政区4小区体制が続いたが、大東町立佐束小学校の校区であるため、「佐束」としてまとめて呼称されることも多かった。毎年、佐束小学校区域では、高瀬、小貫、中方、岩滑の4小区対抗運動会が共催された。上佐束区と下佐束区は、大東町が意図的にまとめた中間的単位であり、実態としては旧村(小学校区)である佐束とそれを構成する旧来からの地縁組織4小区ごとのまとまりが強かった。なお、小字である井崎周辺では住所表記に混乱が見られ、自治区上の区域と実際の住所表記(大字)とが一致しない地域が一部見られる。
掛川市時代
2005年（平成17年）4月1日に大東町と掛川市（旧制）、大須賀町が新設合併し新たな掛川市が設置されると、全市的に、小学校区あるいは明治の大合併後の旧村単位を「地区」、それ以前・江戸時代からの旧村(概ね大字単位の自治組織)を「区」とすることで整理が行われた。これにより、旧佐束村(佐束小学校区)の範囲は「佐束地区」となった。合併当初は、佐束地区の下に上佐束区・下佐束区の2つの区があり、その下に2つずつの小区という階層構造であったが、上佐束区と下佐束区という大東町時代の意図的な区域割については地縁的なまとまりも薄かったことから地域住民から疑問も出され、平成18年からは、上佐束区と下佐束区という単位は廃止され、これまで小区扱いであった高瀬、小貫、中方、岩滑は、それぞれ自治区(大区)として復活した。佐束は、現在では、4自治区のまとまりである統合的自治組織「地区」として、地域福祉や健康づくり、地域文化の振興など、自治活動を展開している。

## 歴史

### 沿革
- 1889年 - 高瀬村、小貫村、中方村が合併して佐束村を新設。
- 1896年 - 佐野郡、城東郡が合併して小笠郡を新設。
- 1943年 - 佐束村、岩滑村が合併して佐束村（新制）を新設。
- 1955年 - 佐束村、土方村が合併して城東村を新設。

### 変遷
|        |        |        |        |        |        |  |  |        |        |        |        |        |        |  |  |        |  |  |  |  |  |  |  |        |        |        |        |        |        |  |  |        |        |        |        |        |        |  |  |
| 高瀬村 |        |        |        |        |        |  |  |        |        |        |        |        |        |  |  |        |  |  |  |  |  |  |  |        |        |        |        |        |        |  |  |        |        |        |        |        |        |  |  |
|        |        |        |        |        |        |  |  |        |        |        |        |        |        |  |  |        |  |  |  |  |  |  |  |        |        |        |        |        |        |  |  |        |        |        |        |        |        |  |  |
|        |        |        |        |        |        |  |  |        |        |        |        |        |        |  |  |        |  |  |  |  |  |  |  |        |        |        |        |        |        |  |  |        |        |        |        |        |        |  |  |
| 小貫村 | 小貫村 | 小貫村 | 小貫村 | 小貫村 | 小貫村 |  |  | 佐束村 | 佐束村 | 佐束村 | 佐束村 | 佐束村 | 佐束村 |  |  |        |  |  |  |  |  |  |  |        |        |        |        |        |        |  |  |        |        |        |        |        |        |  |  |
| 小貫村 | 小貫村 | 小貫村 | 小貫村 | 小貫村 | 小貫村 |  |  | 佐束村 | 佐束村 | 佐束村 | 佐束村 | 佐束村 | 佐束村 |  |  |        |  |  |  |  |  |  |  |        |        |        |        |        |        |  |  |        |        |        |        |        |        |  |  |
|        |        |        |        |        |        |  |  |        |        |        |        |        |        |  |  | 佐束村 |  |  |  |  |  |  |  |        |        |        |        |        |        |  |  |        |        |        |        |        |        |  |  |
|        |        |        |        |        |        |  |  |        |        |        |        |        |        |  |  |        |  |  |  |  |  |  |  |        |        |        |        |        |        |  |  |        |        |        |        |        |        |  |  |
| 中方村 | 中方村 | 中方村 | 中方村 | 中方村 | 中方村 |  |  | 岩滑村 | 岩滑村 | 岩滑村 | 岩滑村 | 岩滑村 | 岩滑村 |  |  |        |  |  |  |  |  |  |  | 城東村 | 城東村 | 城東村 | 城東村 | 城東村 | 城東村 |  |  | 城東村 | 城東村 | 城東村 | 城東村 | 城東村 | 城東村 |  |  |
| 中方村 | 中方村 | 中方村 | 中方村 | 中方村 | 中方村 |  |  | 岩滑村 | 岩滑村 | 岩滑村 | 岩滑村 | 岩滑村 | 岩滑村 |  |  |        |  |  |  |  |  |  |  | 城東村 | 城東村 | 城東村 | 城東村 | 城東村 | 城東村 |  |  | 城東村 | 城東村 | 城東村 | 城東村 | 城東村 | 城東村 |  |  |
|        |        |        |        |        |        |  |  |        |        |        |        |        |        |  |  | 土方村 |  |  |  |  |  |  |  |        |        |        |        |        |        |  |  |        |        |        |        |        |        |  |  |
|        |        |        |        |        |        |  |  |        |        |        |        |        |        |  |  |        |  |  |  |  |  |  |  |        |        |        |        |        |        |  |  |        |        |        |        |        |        |  |  |
|        |        |        |        |        |        |  |  |        |        |        |        |        |        |  |  |        |  |  |  |  |  |  |  | 中村   |        |        |        |        |        |  |  |        |        |        |        |        |        |  |  |
|        |        |        |        |        |        |  |  |        |        |        |        |        |        |  |  |        |  |  |  |  |  |  |  |        |        |        |        |        |        |  |  |        |        |        |        |        |        |  |  |
|        |        |        |        |        |        |  |  |        |        |        |        |        |        |  |  |        |  |  |  |  |  |  |  |        |        |        |        |        |        |  |  |        |        |        |        |        |        |  |  |

- 佐束村と岩滑村の合併は新設合併のため、新たに同名の佐束村が新設された。
- 城東村と中村の合併は編入合併のため、従来の城東村が存続した。

## 行政
岩滑村と合併前の旧佐束村は高瀬、小貫、中方の3つの大字で構成されており、佐束村役場は高瀬に設置されていた。1943年（昭和18年）の岩滑村との合併により、岩滑村の村域がそのまま岩滑という大字として加わったため、以降は4つの大字で構成されることになった。1934年（昭和9年）に発行された『新撰鄕土史体系』によれば、岩滑村と合併前の旧佐束村においては、原川孫九郞、尾澤平四郞、石川良平、藤田千五郞、石川良平、角替桂太郞、岡田又次郞、山下武六、石川良平、尾澤富平、の順で村長に就任したとされる。

## 経済

### 産業

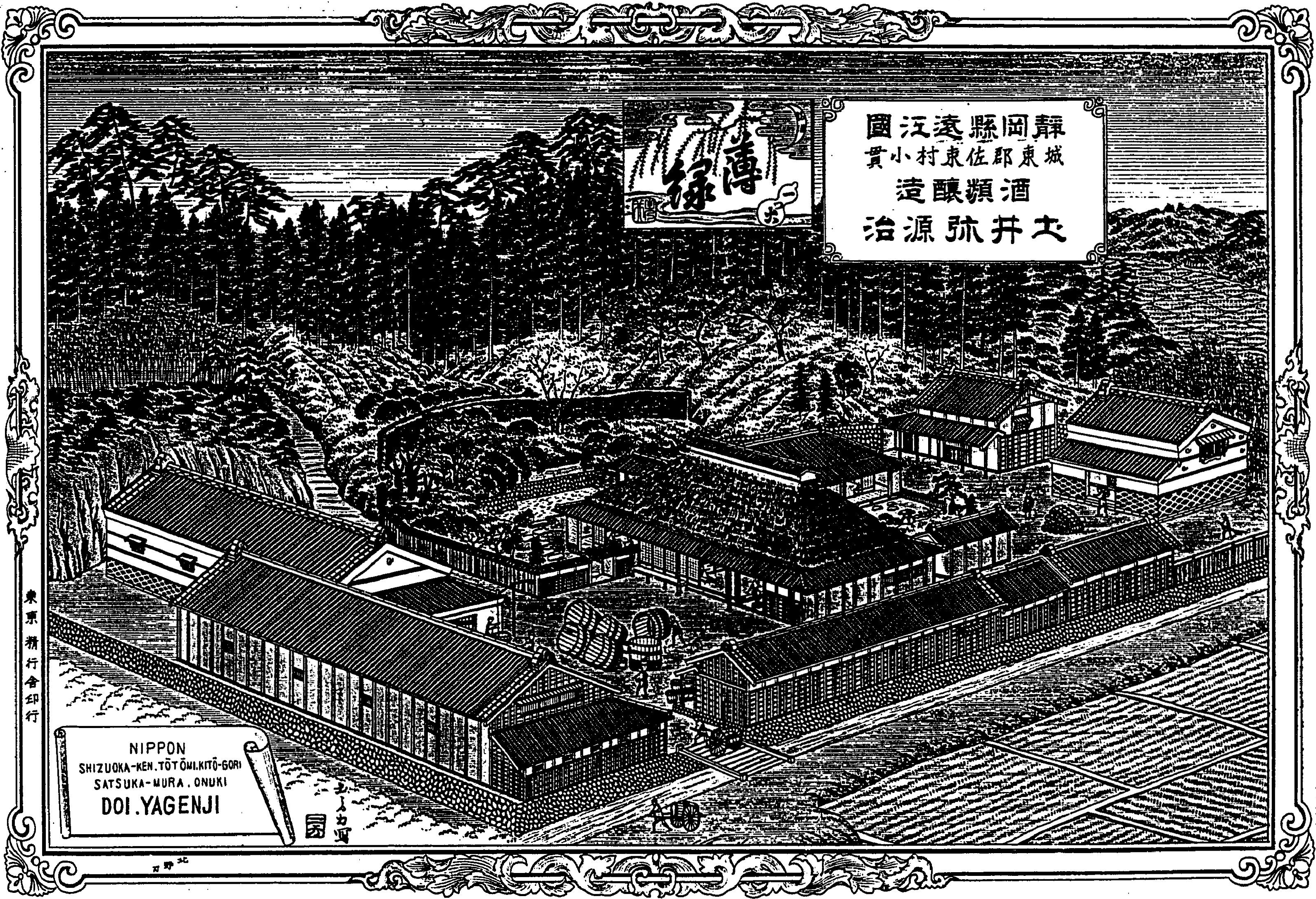
佐束村に立地する土井酒造場

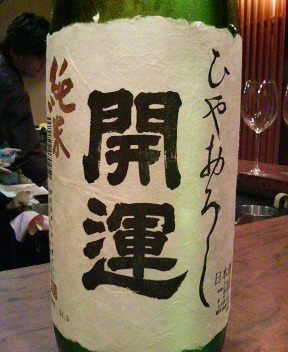
土井酒造場が醸造する「開運ひやおろし純米」

佐束村の主要産業は農業や林業を中心とした第一次産業と、工業を中心とした第二次産業であった。岩滑村と合併前の旧佐束村では、米、麦、養蚕の繭、鶏卵、藁工品、日本酒、などが主産品として知られていた。また、主産品として茶も重要視されており、佐束村立佐束小学校の校章にはチャノキの花と葉があしらわれるほどであった。
1934年（昭和9年）に発行された『新撰鄕土史体系』によれば、岩滑村と合併前の旧佐束村での生産価額は、農産が19万円、畜産が3万5000円、林産が5000円、工産が4万2000円、などとなっており、旧佐束村の総価額は27万4000円に達するとされている。岩滑村においては、農産は4万7000円、畜産は1万1000円、工産は5800円、などとなっており、岩滑村の総価額は約6万5000円ほどであった。
日本酒を醸造し品評会で入賞を繰り返した土井酒造場や、ソケットレンチで高いシェアを占める山下工業研究所など、著名な企業の創業の地としても知られている。現在でも、両社はかつての佐束村の村域に本社を設置している。1892年（明治25年）11月5日には近代的な金融機関として佐束銀行が設立された。1934年（昭和9年）に発行された『新撰鄕土史体系』には「株式會社佐束銀行、鈴木運輸自動車合資會社、石川組製材場、土井酒造場等官衙學校會社多數に存し」と描写されている。なお、城東村になって以降も、かつての佐束村の村域に菊川照明の本社が設立されるなど、さまざまな産業が興っている。

### 主な企業
- 株式会社土井酒造場
- 株式会社山下工業研究所

## 教育
1934年（昭和9年）に発行された『新撰鄕土史体系』によれば、岩滑村と合併前の旧佐束村の学校について「尋高校一、農補校一」とされ「官衙學校會社多數に存し」と描写されている。この「尋高校一」とは尋常高等小学校が1校設置されていることを指しており、のちの佐束村立佐束小学校の源流となっている。一方、岩滑村については「尋常小學校が一校設置されてゐる」と描写されている。この尋常小学校は、のちの佐束村岩滑国民学校の源流となったが、こちらは閉校となっている。
- 佐束村立佐束小学校
- 土方村佐束村中学校組合立城東中学校（土方村に所在）

## 神社仏閣

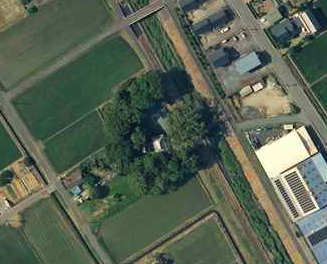
旧佐束村に鎮座する春日神社の航空写真（2020年6月16日撮影）

村内には多数の神社が鎮座しており、人々の信仰を集めていた。村社としては、春日神社、二宮神社、八幡神社、の3社が鎮座していた。無格社としては、白山神社、猿田彦神社、などが知られている。また、村内には多数の寺院や堂宇も創建され、人々の信仰を集めていた。八相寺、宗禅寺、意正院、弘法堂、浮島堂、地蔵堂、などが知られている。
- 白山神社[1][8]
- 猿田彦神社[1][8]
- 二宮神社[1][7]
- 春日神社[1][7]
- 八幡神社[7]
- 八相寺[1]
- 宗禅寺[1]
- 意正院[1][9]
- 弘法堂[1]
- 浮島堂[1]
- 地蔵堂[1]

## 村内の大字
1949年（昭和24年）に発行された『全國市町村便攬』6版によれば、村内の大字は以下の通りである。
- 岩滑[10]
- 小貫[10]
- 高瀬[10]
- 中方[10]

## 交通
村内に鉄道は敷設されておらず、駅も設置されていない。しかし、東海道本線の掛川駅や堀ノ内駅に向かう路線バスが走っており、当時としては「交通の便比較的良い」とされている。

## 名所・旧跡・観光スポット・祭事・催事
- 能ヶ坂砦跡
- 火ヶ峰砦跡

## 出身の人物
- 石川嘉延（自治官僚・政治家） - 静岡県知事
- 鵜藤俊平（水泳選手） - ベルリンオリンピック銀メダリスト
- 菅沼五十一（詩人） - 浜松ユネスコ協会会長
- 鈴木登（内務官僚・政治家） - 青森県知事、長野県知事
- 竹內薰兵（医師・医学者） - 竹内病院院長
- 角替弘志（教育学者） - 常葉学園大学学長
- 寺崎乙治郎（ジャーナリスト・政治家） - 静岡県会議長
- 原川孫九郞（政治家） - 佐束村村長
- 山下宗一郎（実業家） - 山下工業研究所社長

### 註釈
1. ↑  誤用されがちだが、読み仮名は「さずか」ではなく「さづか」である。
2. ↑  「菩堤樹」との表記は原文ママ。